# (500636) 2012 VH
(500636) 2012 VH es un asteroide perteneciente al cinturón de asteroides, región del sistema solar que se encuentra entre las órbitas de Marte y Júpiter, descubierto el 6 de octubre de 2012 por el equipo del Pan-STARRS desde el Observatorio de Haleakala, Hawái, Estados Unidos.

## Designación y nombre
Designado provisionalmente como 2012 VH. 

## Características orbitales
2012 VH está situado a una distancia media del Sol de 3,081 ua, pudiendo alejarse hasta 3,473 ua y acercarse hasta 2,689 ua. Su excentricidad es 0,127 y la inclinación orbital 12,71 grados. Emplea 1975,71 días en completar una órbita alrededor del Sol.

## Características físicas
La magnitud absoluta de 2012 VH es 16,6. 